# آبه نو سیمی

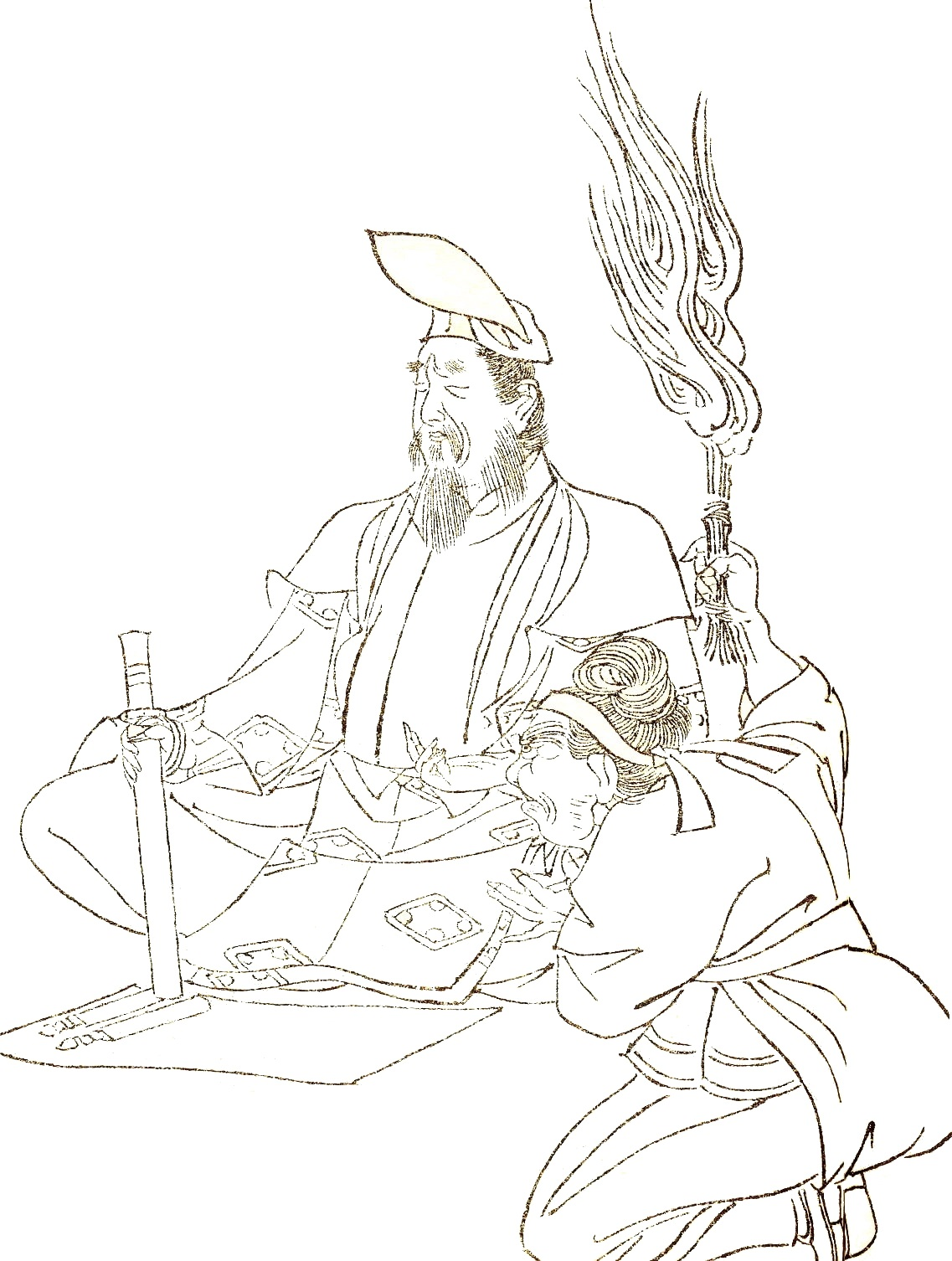

آبه‌نوسیمی (به ژاپنی 安倍 晴明) (فوریه ۹۲۱ - ۳۱ اکتبر ۱۰۰۵) یک اونمیوجی بود و به عنوان رهبر اومیودو در اواسط دوره هیان در ژاپن زندگی می‌کرد، علاوه بر این شهرت او به علت این است که یک چهره افسانه‌ای در فولکلور ژاپن محسوب می‌شود و در فیلم‌ها و داستان‌های مختلف نیز به تصویر کشیده شده‌است.

## نگارخانه

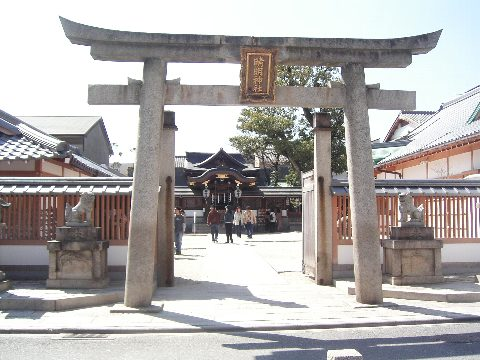
<!توری‌ئی of the Seimei معبد شینتویی in کیوتو.>
<!Seimei's pentagram mon represents the Wu Xing .>